# 1977 en Irlande
Chronologie de l'Irlande
- 1973
- 1974
- 1975
- 1976
- 1977
- 1978
- 1979
- 1980
- 1981

## Événements

### Politique
- 15 juin : Le Fianna Fáil remporte l'Élection générale irlandaise de 1977 avec plus de 50 % des voix et plus de 20 sièges de majorité.
- 5 juillet : Jack Lynch est élu taoiseach.

### Irlande du Nord
- 29 mai. Une manifestation massive en faveur de la Paix est organisée à Belfast par Betty Williams, Mairead Corrigan et Ciaran McKeown.